# Bojong Kokosan
Bojong Kokosan is een bestuurslaag in het regentschap Sukabumi van de provincie West-Java, Indonesië. Bojong Kokosan telt 7246 inwoners (volkstelling 2010).